# Condado de Leyva

Escudo de Leyva, actualmente Leiva, en La Rioja, España.

El Condado de Leyva es un título nobiliario español creado el 15 de agosto de 1918 por el rey Alfonso XIII a favor de Rafael Conde y Luque, Senador del Reino, Consejero de Estado, Catedrático y Rector de la Universidad Central.
Su denominación hace referencia a la localidad de Leyva, la actualmente llamada Leiva, en La Rioja, España.

## Condes de Leyva
|                           | Titular                              | Periodo                   |
| Creación por Alfonso XIII | Creación por Alfonso XIII            | Creación por Alfonso XIII |
| ------------------------- | ------------------------------------ | ------------------------- |
| I                         | Rafael Conde y Luque                 | 1918-1922                 |
| II                        | Juan José Conde-Luque y Garay        | 1925-1951                 |
| III                       | Rosario Conde-Luque y Herrero        | 1956-1990                 |
| IV                        | Mercedes Conde-Luque y Herrero       | 1991-2001                 |
| V                         | María Victoria Conde-Luque y Herrero | 2002- 2011                |
| VI                        | María Teresa Elósegui y de Parrella  | 2011-actual titular       |

## Historia de los Condes de Leyva
- Rafael Conde y Luque (1835-1922), I conde de Leyva.

1. Casó con Florinda Garay y Anduaga.

Le sucedió, en 1925, su hijo:
- Juan José Conde-Luque y Garay (1875-1951), II conde de Leyva, Gentilhombre de cámara con ejercicio del Rey Alfonso XIII.

1. Casó con Mercedes Herrero y Velázquez.

Le sucedió, en 1956, su hija:
- Rosario Conde-Luque y Herrero († en 1990), III condesa de Leyva.

Le sucedió, en 1991, su hermana:
- Mercedes Conde-Luque y Herrero (1906-2001), IV condesa de Leyva.

Le sucedió, en 2002, su hermana:
- María Victoria Conde-Luque y Herrero, V condesa de Leyva.

Le sucedió en 2011 su sobrina:
- María Teresa Elósegui y de Parrella, VI condesa de Leyva.